# Forns de calç de Begues
Els Forns de calç de Begues són un conjunt de forns de calç del municipi de Begues (Baix Llobregat). Cadascun forma part de manera independent de l'Inventari del Patrimoni Arquitectònic de Catalunya.

## Forn de calç de Can Montau
El Forn de calç de Can Montau és una obra inventariada. És un forn de calç amb paret frontal feta amb parament de mamposteria amb una part central més antiga, el forn té base circular i no té sostre.

## Forn de calç de la Creu
El Forn de calç de la Creu és una obra inventariada. El forn de calç no té sostre, pedres i runes del mateix forn el van omplir i carritx i llentiscles hi creixen dins. A les vores de la part superior oberta un 25% de vegetació.

## Forn de calç Mas Grau
El Forn de calç Mas Grau és una obra inventariada. Situat a prop de Mas Grau; no hi cap corriol per arribar al forn. S'està cobrint l'entrada de vegetació i també dins del pou, està bastant derruït.

## Forn de calç de San Sadurní
El Forn de calç de San Sadurní és una obra inventariada. Situat a tocar de camí forestal. Està molt ple de residus a l'interior i molta vegetació.

## Forn de calç de Ca N'Aimeric
El Forn de calç de Ca N'Aimeric és una obra inventariada. Està tapiat, ple de pintades, es troba a tocar de la carretera.